# Biarum tenuifolium
Biarum tenuifolium là một loài thực vật có hoa trong họ Ráy (Araceae). Loài này được (L.) Schott mô tả khoa học đầu tiên năm 1832.

## Hình ảnh

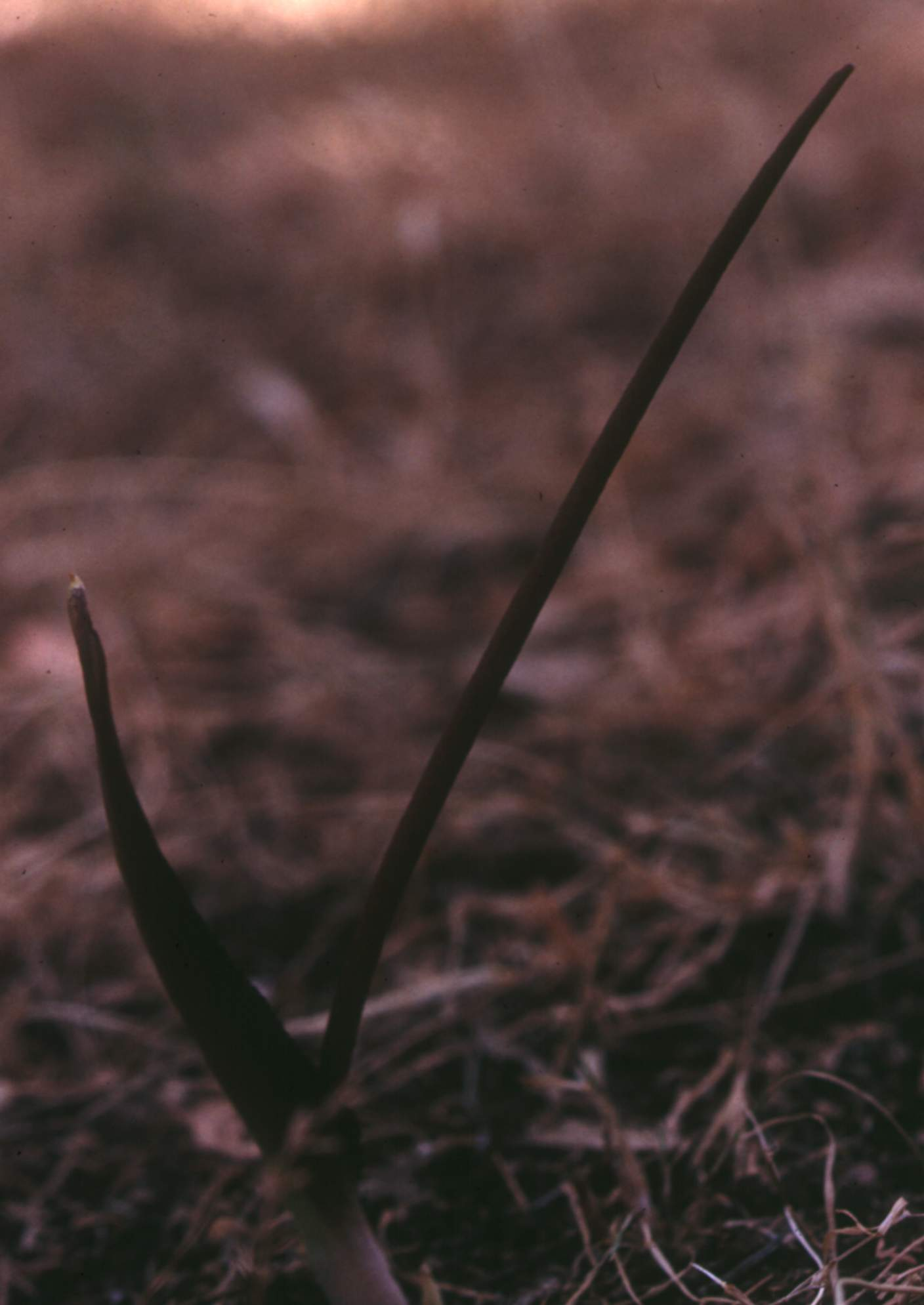